# Franklin Hansen
Franklin Hansen (2 de maio de 1897 — 13 de janeiro de 1982) é um sonoplasta estadunidense. Venceu o Oscar de melhor mixagem de som na edição de 1933 por A Farewell to Arms.